# Жилищна сграда на Иван Парушев
Жилищна сграда на Иван Парушев е сграда на бул. „Евлоги и Христо Георгиеви“ № 159 в жилищна зона „Докторски паметник“, на пресечката с ул. „Оборище“, в район Оборище в София. Тя е огледално копие на отсрещната къща – на другия брат индустриалец, Юлиян Парушев. Проектът е на арх. Никола Лазаров.
През 1978 г. жилищната сграда е обявена за архитектурно-строителна недвижима културна ценност от местно значение. В строежа ѝ е използвано влияние на „алпийски“ тип вила с маркиране на ъглите с островърхи кули и силно начупен покрив, подчертаващ еркерите на уличните фасади. Има своеобразен вход на ул. „Оборище“.